# Wojtkowa (gmina)
Wojtkowa – dawna gmina wiejska istniejąca 1934–1939 i 1941–1954 w woj. lwowskim i rzeszowskim (dzisiejsze woj. podkarpackie). Siedzibą władz gminy była Wojtkowa.
Gminę zbiorową Wojtkowa utworzono 1 sierpnia 1934 roku w województwie lwowskim, w powiecie dobromilskim, z dotychczasowych jednostkowych gmin wiejskich: Grąziowa, Jureczkowa, Nowosielce Kozickie, Trzcianiec, Wojtkowa i Wojtkówka.
Pod okupacją niemiecką 1941-1944 w Landkreis Przemysl w Dystrykcie krakowskim (Generalne Gubernatorstwo) bez zmian terytorialnych. Liczba mieszkańców gminy w 1943 roku wynosiła 5498.
W 1944 roku gminę przyłączono do powiatu przemyskiego. Gmina weszła w skład utworzonego 18 sierpnia 1945 woj. rzeszowskiego.
W maju 1948, w związku z korektą granic Polski z ZSRR do gminy Wojtkowa włączono gromadę Kwaszenina z radzieckiego rejonu dobromilskiego. Po zmianie tej skład gminy Wojtkowa objął 7 gromad: Grąziowa, Jureczkowa, Kwaszenina, Nowosielce Kozickie, Trzcianiec, Wojtkowa i Wojtkówka.
1 stycznia 1952 gmina została przeniesiona do nowo utworzonego powiatu ustrzyckiego (woj. rzeszowskie). Równocześnie do gminy Wojtkowa przyłączono część obszaru gminy Rybotycze w powiecie przemyskim: gromady Arłamów, Jamna Dolna, Jamna Górna i Trójca. Po zmianie tej skład gminy Wojtkowa objął 11 gromad: Arłamów, Grąziowa, Jamna Dolna, Jamna Górna, Jureczkowa, Kwaszenina, Nowosielce Kozickie, Trójca, Trzcianiec, Wojtkowa i Wojtkówka.
Gmina została zniesiona 29 września 1954 roku wraz z reformą wprowadzającą gromady w miejsce gmin:
Jednostki nie przywrócono 1 stycznia 1973 roku po reaktywowaniu gmin.